# Twilight (pel·lícula de 1998)
 Twilight és una pel·lícula estatunidenca dirigida per Robert Benton, estrenada el 1998. La producció s'inicià el març del 1997. Paul Newman va concedir a Susan Sarandon part del seu salari després de descobrir que cobrava menys que ell i que Gene Hackman.
Heather Clisby, del Movie Magazine International, va descriure la pel·lícula com "una d'aquelles on tothom té importància, i així tenim un producte excel·lent, amb personatges memorables, protagonitzats per alguns dels millors actors del nostre temps".

## Argument
El madur detectiu privat Harry Ross, ex-polícia, està treballant en un cas per retornar Mel Ames -de 17 anys- a casa seva. Segueix Mel i el seu sòrdid xicot, Jeff Willis, en un motel. Durant una lluita amb el reticent fugitiu, la pistola de Harry es dispara, donant-li a la cuixa.
Han passat dos anys. Ross està vivint al sud de Califòrnia a l'habitació de convidats dels rics pares de Mel, Jack i Catherine Ames. Són antics productors de la indústria de cinema, ara en l'ocàs de la seva vida. Jack s'està morint de càncer i ell i Ross passen hores jugant a cartes.
Un dia, Jack demana un favor a Harry: portar un paquet. Resulta ser el primer lliurament d'una sèrie de girs i té a veure amb un cas de fa 20 anys relacionat amb la desaparició de l'exmarit de Catherine. Un home anomenat Ivar és assassinat en el lloc de trobada on Harry havia de portar el paquet. Harry és retingut per la policia, un amic de confiança, el tinent Verna Hollander. A la comissaria de policia, es troba un altre antic company, ara retirat, Raymond Hope.

## Repartiment
- Paul Newman: Harry Ross
- Susan Sarandon: Catherine Ames
- Gene Hackman: Jack Ames
- Reese Witherspoon: Mel Ames
- Stockard Channing: Tinent Verna Hollander
- James Garner: Raymond Hope
- Giancarlo Esposito: Reuben Escobar
- Liev Schreiber: Jeff Willis
- Margo Martindale: Gloria Lamar
- John Spencer: Capità Phil Egan
- M. Emmet Walsh: Lester Ivar
- Patrick Malone: Jove policia
- April Grace: Estenògraf de la policia
- Clint Howard: Treballador Ems